# 南阳三弦书
南阳三弦书又名“三弦铰子书”，是一种流传于河南省南阳市、许昌市、洛阳市等地区的说唱艺术，因主要伴奏乐器为三弦，故名。又因为演出时演员手持铰子（铜钹），又名三弦铰子书。三弦书始于清朝初年，至今已有三百余年历史。